# Cá cóc Lào
Cá cóc Lào, tên khoa học Paramesotriton laoensis, là một loài kỳ giông thuộc họ Kỳ giông. Loài này chỉ có ở đặc khu Saysomboun và huyện Phoukhout ở tỉnh Xiengkhuang, Lào.
Môi trường sống tự nhiên của chúng là vùng cây bụi khô khu vực nhiệt đới hoặc cận nhiệt đới và sông ngòi.
Đôi khi loài này được xếp vào chi riêng với tên Laotriton laoensis.